# نزل هابارد
نزل هابارد هو كيان غير ربحي ، تم انشاؤه عام 1976 وكان أول مأوي من العنف الأسري في فلوريدا. نزل هابارد هو مركز شمولي موثق للعنف الأسري  وهو نموذج معترف به محليا للتدخل في العنف الأسري . النزل يوفر برامج وخدمات لأكثر من 5000 امرأة ، طفل ورجل في دوفال وبيكر . نزل هابارد أيضا يعمل كمدافع عن الضحايا في ناسو منذ عام 2000 .أنشئت الدولة لاحقًا مقاطعة ميكا.